# スタイネガースライダー
スタイネガースライダー（学名：Trachemys stejnegeri）は、ヌマガメ科アカミミガメ属に分類されるカメ。

## 分布
- T. s. malonei　イナグアスライダー

バハマ（グレートイナグア島西部）固有亜種
- T. s. stejnegeri　プエルトリコスライダー

アメリカ合衆国（プエルトリコ）固有亜種。ドミニカ、フランス（グアドループ）に移入。
- T. s. vecica　ドミニカスライダー

ドミニカ共和国、ハイチ北東部（イスパニョーラ島固有亜種）

## 形態
最大甲長27.3cm。オスよりもメスの方がやや大型になり、オスは最大甲長21cm。背甲はややドーム状に盛りあがり、第6縁甲板周辺で最も幅広くなる。項甲板は細長く長方形に近い等脚台形。後部縁甲板の外縁はやや鋸状に尖る。背甲の色彩は褐色、緑褐色、灰色一色。左右の股甲板の継ぎ目の長さ（間股甲板長）は甲長の9-10%。
頭部は小型。上顎の先端はわずかに凹み、二股に分かれる。四肢はやや細い。側頭部に斑紋と、左右に2本ずつ黄色い筋模様が入る。顎を覆う角質（嘴）は頭部よりもやや暗色で、淡黄色の縦縞が入る。
基亜種を除いた卵は長径3.8-4.8cm、短径2.2-3.1cm。幼体は背甲が中央部で最も幅が広い。椎甲板にあまり発達しない筋状の盛り上がり（キール）があり、後部縁甲板の突起がより明瞭。成長に伴いキールは消失し、縁甲板も突起が消えることは無いものの滑らかになる。また幼体は背甲に不鮮明な筋模様、孵化後の個体では肋甲板に不鮮明な眼状斑も入るが成長に伴い消失する。さらに腹甲に輪状の暗色斑が入るが、腹甲の斑紋は橋や縁甲板下部を除いて消失する個体が多い。
オスの成体は前肢の爪が伸長し湾曲する。また多くの個体で黒色化（メラニズム）がおこり、全身の色彩が黒や暗褐色になる。
- T. s. malonei　イナグアスライダー

背甲は幅広い。甲高は甲長の39-43%。第1椎甲板の縦幅は甲長の約17-18%、横幅は甲長の12-13%。腋下甲板が第5縁甲板に接する。左右の胸甲板の継ぎ目の長さ（間胸甲板長）は甲長の約17-18%。腹甲の色彩は黄褐色やオレンジで、暗色の斑紋の形状は変異が大きい。吻端はあまり突出せず、尖らない。頭部や四肢、尾の色彩は灰色や緑褐色で、側頭部の斑紋は暗赤色。
- T. s. stejnegeri　プエルトリコスライダー

背甲はやや細長い。第1椎甲板の縦幅は甲長の約16%。腋下甲板が第5縁甲板に接しない。間胸甲板長は甲長の約14%。腹甲の色彩は黄色で、若齢個体では左右対称の暗色の斑紋が入るが中央部のシームで接しない。吻端はやや突出し尖る。頭部や四肢、尾の色彩は褐色や褐色味の強い緑褐色で、側頭部の斑紋はピンク色。
- T. s. vecica　ドミニカスライダー

背甲は細長い。甲高は甲長の37-39%。第1椎甲板の縦幅は甲長の約17-18%、横幅は甲長の15-16%。腋下甲板が第5縁甲板に接する。間胸甲板長は甲長の約17-18%。腹甲の色彩は黄色やオレンジで、若齢個体では左右対称の暗色の斑紋が入り中央部のシームで接する。亜種小名vecicaは「近い」の意で、暗色の斑紋が中央部で接することに由来するが他の亜種でも接することもある。吻端はやや突出し尖る。頭部や四肢、尾の色彩は灰色がかった緑褐色で、側頭部の斑紋はピンク色。

## 分類
属内では系統解析からアゴブチクジャクガメと単系統群を形成する説や、ミトコンドリアDNAの解析からキタアンティルスライダー、ジャマイカスライダー、ハイチスライダーと単系統群を形成する説がある。
- Trachemys stejnegeri malonei　(Barbour & Carr, 1938)　イナグアスライダー　Inagua slider
- Trachemys stejnegeri stejnegeri　(Schmidit, 1928)　プエルトリコスライダー　Puerto Rican slider
- Trachemys stejnegeri malonei　(Barbour & Carr, 1940)　ドミニカスライダー　Dominican slider

## 生態
低地にある水生植物の繁茂した流れの緩やかな河川や池沼などに生息するが、汽水域で見られることもある。
食性は植物食ないし雑食で、昆虫、水生植物などを食べる。成長に伴い植物食傾向が強くなる。
繁殖形態は卵生。オスはメスの正面で前肢を振るわせて求愛し、メスが受け入れると交尾する。基亜種を除いて4-7月に1回に3-14個の卵を年に1-3回に分けて産む。亜種ドミニカスライダーにおいては卵は57-79日で孵化する。

## 人間との関係
種小名stejnegeriはLeonhard Hess Stejnegerへの献名で、和名と同義。
生息地では食用とされることもある。
開発による生息地の破壊、食用の捕獲などにより生息数は減少しているとされる。しかし個体数の推移に関して定期的なデータは取られていないため詳細は不明。亜種イナグアスライダーは分布が限定的で絶滅の危険性が高く、飼育下での繁殖計画が進められている。
ペットとして飼育されることもあり、日本にも輸入されている。基亜種と亜種ドミニカスライダーの飼育下繁殖個体がまれに流通し、亜種イナグアスライダーは少なくとも日本には輸入されていない。飼育下では人工飼料にも餌付く。